# Миколаївка (Дубовиківська сільська громада)
Микола́ївка —  село в Україні, у Дубовиківській сільській громаді Синельниківського району Дніпропетровської області. Колишній центр Миколаївської сільської ради Населення становить 687 осіб.

## Географія
Село Миколаївка розташоване в центральній частині Синельниківського району на правому березі річки Чаплина. Сусідні села: Русакове на сході, Відродження на північному заході.
Селом тече Балка Купрієва, уздовж якої село витягнуто на 6 км. Поруч проходить автомобільна дорога Т 0427.

## Історія
За мапами початку 19 сторіччя село називалося хутором Дмитровським, як виселки Дмитровки. За даними 1859 року хутір Дмитровський був державним хутором. 11 подвір'їв, 91 мешканець.
Згодом село позначена на мапах як Микільські Хутори.
Перша згадка про село відноситься до 1859 року. Сюди в цей час переселилися селяни з села Миколаївки Павлоградського повіту і заснували хутір Вовки. Хутір розрісся, пізніше був перейменований на Миколаївку.
7 (20) листопада 1917 року, відповідно до Третього Універсалу Української Центральної Ради, увійшло до складу Української Народної Республіки.
Під час організованого радянською владою Голодомору 1932—1933 років померло щонайменше 73 жителі села.
12 червня 2020 року, відповідно до розпорядження Кабінету Міністрів України № 709-р від «Про визначення адміністративних центрів та затвердження територій територіальних громад Дніпропетровської області», увійшло до складу Дубовиківської сільської громади.
19 липня 2020 року, в результаті адміністративно-територіальної реформи та ліквідації Васильківського району, село увійшло до складу новоутвореного Синельниківського району.

## Населення

### Мова
Розподіл населення за рідною мовою за даними перепису 2001 року:
| Мова            | Кількість | Відсоток |
| --------------- | --------- | -------- |
| українська      | 665       | 96.80%   |
| російська       | 13        | 1.89%    |
| вірменська      | 8         | 1.16%    |
| інші/не вказали | 1         | 0.15%    |
| Усього          | 687       | 100%     |

## Об'єкти соціальної сфери
- Школа.
- Дитячий садочок.
- Фельдшерсько-акушерський пункт.
- Бібліотека.
- Клуб.